# Γ-羟基戊酸
γ-羟基戊酸（英語：gamma-Hydroxyvaleric acid，缩写GHV，也称为4-甲基-GHB，4-methyl-GHB）是一种羟基酸，是γ-羟基丁酸（GHB）的相关设计药物，可由γ-戊内酯生成。